# Гепнер, Адольф

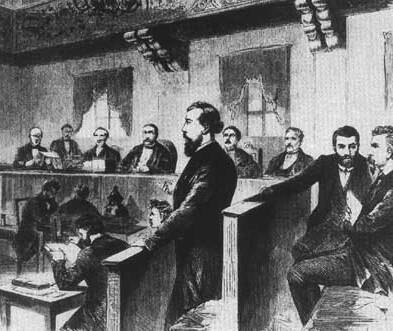
Гепнер (второй справа) с Бебелем и Либкнехтом на суде, 1872

Адольф Гепнер (нем. Adolf Hepner; 24 ноября 1846, Смигель, округ Костен, Пруссия — 26 апреля 1923, Мюнхен, Германия) — немецкий журналист и издатель-редактор, социалист.
Окончил раввинскую семинарию в Бреслау и философский факультет в Берлине. Примкнув в 1868 году к германскому социалистическому движению, Гепнер в 1870 году вместе с Бебелем и Либкнехтом стал издавать в Лейпциге социалистическую газету Der Volksstaat и вместе с ними был вскоре обвинён в государственной измене, но в 1872 году был признан невиновным. Делегат V Гаагского конгресса Интернационала (1872). Высланный в 1873 году из Лейпцига Гепнер поселился в Бреслау, где стал заниматься исключительно литературным трудом.
В 1882 году из-за преследований в Германии (Исключительный закон против социалистов) он эмигрировал в США и до 1897 года издавал в Сент-Луисе ежедневную социалистическую газету St.-Louis Tageblatt, а после — Westliche Post. Помимо политических статей и брошюр, в 1894 году Гепнер написал небольшую одноактную пьесу Goodnight, Schatz. В 1908 году вернулся в Германию.